# 波夫奇
51°8′58″N 28°33′15″E / 51.14944°N 28.55417°E
波夫奇（烏克蘭語：Повч），是烏克蘭北部的村莊，隸屬日托米爾州的科羅斯滕區。該村處於波爾昌卡河畔，始建於1870年，面積1.98平方公里，海拔高度159米，2001年人口452。